# Contea di Aroostook
La contea di Aroostook, in inglese Aroostook County, è una contea dello Stato del Maine, negli Stati Uniti. La popolazione al censimento del 2000 era di 73 938 abitanti. Il capoluogo di contea è Houlton.
I residenti la definiscono "the county" (la contea), in quanto è la contea più grande di tutto il New England.

## Geografia fisica
La contea si trova nella parte settentrionale del Maine, al confine col Canada (Quebec), ed è la contea più settentrionale del Maine. L'U.S. Census Bureau certifica che l'estensione della contea è di 17687 km², di cui 17280 km² composti da terra e i rimanenti 407 km² composti di acqua, rendendola così la contea più grande dello Stato.
Il territorio è prevalentemente collinare, con numerosi laghi e fiumi. Alcuni dei fiumi più importanti sono: Allagash, Aroostook, Big Black, Little Madawaska, Machias, e Mattawamkeag. Il confine settentrionale è costituito dai fiumi St. Francis e St. John.
I centri più importanti sono Limestone, Houlton (capoluogo), Madawaska, e Fort Fairfield.
Nel territorio della contea si trovano anche due riserve: la Nazione Mi'kmaq e la riserva Houlton Band of Maliseet Indians.

### Contee confinanti
- Contea di Washington - sud-est
- Contea di Penobscot - sud
- Contea di Piscataquis - sud
- Contea di Somerset  sud-ovest
- Municipalità regionale della contea di Montmagny (Québec, Canada) - ovest
- Municipalità regionale della Contea di L'Islet (Québec, Canada) - ovest
- Municipalità regionale della contea di Kamouraska (Québec, Canada) - nord-ovest
- Municipalità regionale della contea di Témiscouata (Québec, Canada) - nord
- Contea di Madawaska (New Brunswick, Canada) - nord-est
- Contea di Victoria (New Brunswick, Canada) - est
- Contea di Carleton (New Brunswick, Canada) - est
- Contea di York (New Brunswick, Canada) - sud-est

## Storia
La contea fu creata nel 1839, con parti delle contee di Penobscot e Washington. Il nome deriva da una parola Mi'kmaq che significa "acqua limpida" o "bella". L'area meridionale fu colonizzata da inglesi e irlandesi, mentre la parte nord fu colonizzata dagli acadiani. Questo portò alla guerra di Aroostook che terminò nel 1842 con il Trattato di Webster-Ashburton.

## Lingue
Nella valle del fiume St. John nel nord della contea numerosi residenti sono bilingue, parlando inglese e acadiano.

## Comuni
| - Allagash - Amity - Ashland - Bancroft - Blaine - Bridgewater - Caribou - city - Castle Hill - Caswell - Chapman - Crystal - Dyer Brook - Eagle Lake - Easton - Fort Fairfield - Fort Kent - Frenchville - Grand Isle - Hamlin | - Hammond - Haynesville - Hersey - Hodgdon - Houlton - Island Falls - Limestone - Linneus - Littleton - Ludlow - Madawaska - Mapleton - Mars Hill - Masardis - Merrill - Monticello - New Canada - New Limerick - New Sweden | - Oakfield - Orient - Perham - Portage Lake - Presque Isle - city - Saint Agatha - Saint Francis - Sherman - Smyrna - Stockholm - Van Buren - Wade - Wallagrass - Washburn - Westfield - Westmanland - Weston - Woodland |

### Plantations
- Cyr Plantation
- Garfield Plantation
- Glenwood Plantation
- Macwahoc Plantation
- Moro Plantation
- Nashville Plantation
- Reed Plantation
- Saint John Plantation
- Winterville Plantation